# Bovina (Wisconsin)
Bovina è un comune degli Stati Uniti, situato in Wisconsin, nella Contea di Outagamie.